# Motor Twin Spark
El motor de Alfa Romeo Twin Spark (TS) "doble bujía", se utilizó por primera vez en los Grandes Premios en 1914. En los años 1960, se utilizó en automóviles de carreras como los modelos GTA y TZ que le permitían lograr un mayor rendimiento. A mediados de los años 1980, Alfa Romeo comenzó a incorporar esta tecnología a sus vehículos de calle a fin de mejorar y cumplir con los estrictos controles de emisiones.

## Características

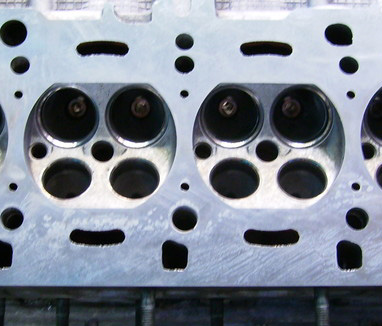
Cámara de combustión

El motor Twin Spark (TS) es una tecnología patentada e instalada en los automóviles Alfa Romeo basada en el uso de doble bujía de encendido del motor por cilindro. Inicialmente se monta en el Alfa Romeo 75/Milano y más tarde fueron instaladas en los modelos 164, 155, 145, 146, 156, 166, Alfa Romeo GTV/Spider 916 y 147.
La primera serie TS fueron motores de cuatro cilindros en línea con doble árbol de levas a la cabeza. El motor original con 8 válvulas estaba provisto de una culata y bloque de silicio y aluminio, camisas húmedas de hierro para los cilindros y doble cadena de distribución para los árboles de levas. Las válvulas son refrigeradas con sodio, huecas en su interior, contienen una cantidad de este metal, que distribuye el calor de a lo largo del vástago de la misma, enfriando la cabeza de la válvula. El diseño del motor es similar a la anterior generación de bialberos, los famosos irrompibles DOHC de Alfa Romeo, sensiblemente alzado.
Los de 16 válvulas tienen el bloque de hierro fundido de origen Fiat, con culata de aleaciones de aluminio y árboles de levas movidos por correas.
La principal mejora de estos motores frente a los convencionales, es la mayor facilidad para consumir los gases quemados debido a los dos frentes de llama, aumentando el rendimiento y disminuyendo el consumo. Los de ocho y 16 válvulas poseen dos bujías por cilindro, la diferencia es que en el de ocho se utiliza las mismas dos bujías por cilindro.
Incorporan también otros dos dispositivos para mejorar el rendimiento, el árbol de levas con variador de fase y el control variable de admisión, solamente equipado en las versiones 1.8 y 2.0. A menores revoluciones se incrementa la longitud del colector de admisión, promoviendo una mejor combustión y calidad de la mezcla en estas condiciones, también cambia la ingesta de frecuencias de resonancia.
El avance de la entrada del árbol de levas de 30 grados o árbol de levas 15 grados, varia el tiempo de apertura y cierre de las válvulas. Este sistema actúa cuando se dan unas condiciones predeterminadas de rpm y de carga, consiguiendo que durante la fase de compresión del motor comience antes de que el árbol de levas esté en esta posición, de esta manera aumenta la relación de compresión aumentando el par máximo. BMW Vanos está basado en este funcionamiento.
En los motores de 8V, las válvulas de admisión se mantienen abiertas durante más tiempo de lo normal. En los nuevos motores de 16V el árbol de levas variador se utiliza para mejorar el rendimiento y las emisiones, pero también puede ser la fuente para el "ruido de Diésel" problema cotidiano en estos motores al superar los 100 000 km (62 137 millas), esto se debe a un desgaste del mecanismo interno de la pieza que controla este sistema. El mismo sistema de variador también se utiliza en muchos Fiat / Lancia como los motores utilizados en un Lancia Kappa de 5 cilindros y algunos modelos como los Fiat Bravo, Fiat Barchetta, Fiat Coupé, etc.

## Admisión variable
La entrada variable hace de control en la toma de aire para acortar su camino a partir de la válvula, de nuevo cuando el motor llega a una predefinidas rpm. Esto funciona en el principio de que la toma de aire de longitud es un tubo que sintoniza al funcionar a su ideal de frecuencia en sintonía con las válvulas, permitirá un buen flujo de aire e incluso y ayudará a rellenar los cilindros de manera eficiente. Esto funciona en un método similar a la sintonía del sistema de escape en todos los coches modernos, que crea el sistema de escape de presión para extraer los gases gastados de los cilindros. El sistema de admisión variable utiliza el cono en el interior de la airbox negativa para reflejar ondas de presión hacia abajo de la entrada. Estas ondas se usan para ayudar en el llenado de los cilindros y la variable de entrada permite que esto ocurra a diferentes velocidades del motor.
El notable efecto que tienen estos dos dispositivos en el motor tendrá una potencia lineal de baja rpm hasta la línea roja, sin que la falta de par a bajas rpm y una potencia a mayores rpm, que es típico en estos motores, ya que vienen con levas.
En la parte baja de rpm el aire aumenta la velocidad del aire de admisión y mejora la mezcla, la combustión, las emisiones bajas rpm y el par.

## Distribución variable
La distribución de válvulas variable dio al Twin Spark muy buen rendimiento para su cilindrada, pero es una de las zonas más débiles del motor de 16 válvulas. El variador de levas que controla el tiempo. Los síntomas son una ligera pérdida de rendimiento y un Diésel tipo sonajero de la parte superior del motor, que aparece en el inicio y poco a poco dura más tiempo. Por lo tanto, es recomendable cambiar el variador de levas cada 36 000 millas (57 900 km). El variador tiene un problema a menudo visto en la anterior versión 8V Twin Spark, ya que al utilizar un sistema diferente de variador de levas, también es el caso para las versiones 16V utilizadas en el Alfa Romeo 156 y los 147.

## Versiones de 8 válvulas

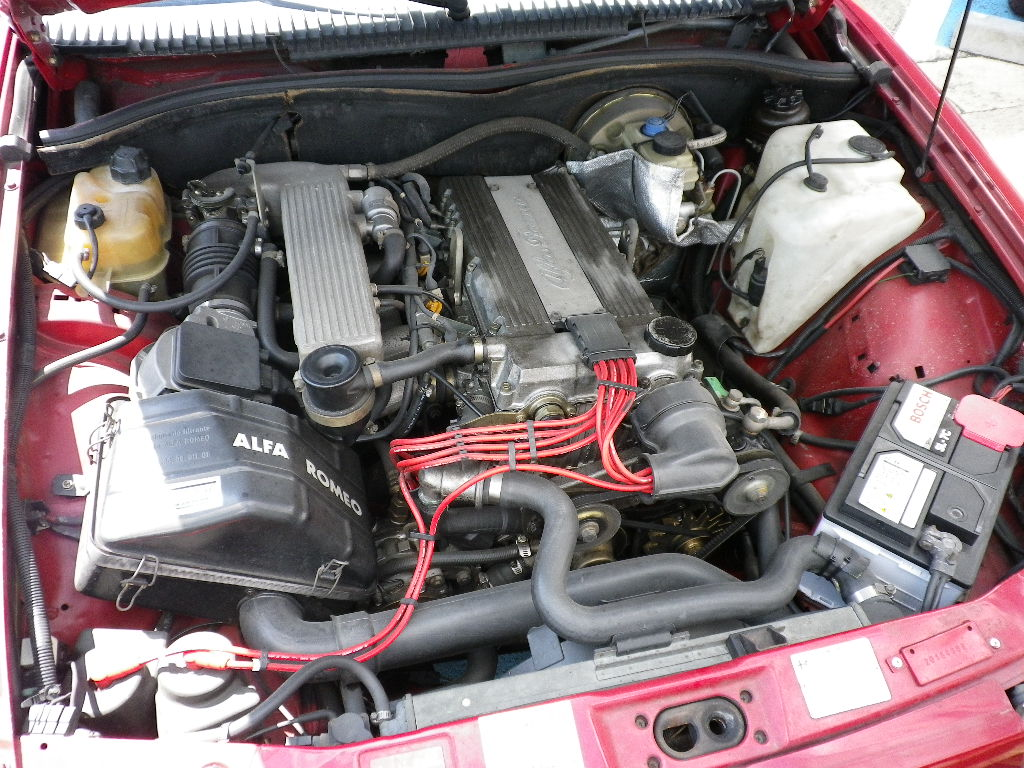
Twin Spark de 8 válvulas en un Alfa Romeo 75

Todos cuentan con una relación de compresión de 10.0:1.

### 1748cm³ (1,7L)
Diámetro x carrera: 83,4 x 80 mm (3,28 x 3,15 plg). Potencia: 115 CV (113 HP; 85 kW) @ 6000 rpm. Par: 149 N·m (110 lb·pie) @ 3500 rpm.
Aplicaciones
- Alfa Romeo 155.[1]

### 1773cm³ (1,8L)
Diámetro x carrera: 84 x 80 mm (3,31 x 3,15 plg). Potencia: 129 CV (127 HP; 95 kW) @ 6000 rpm. Par: 167 N·m (123 lb·pie) @ 5000 rpm.
Aplicaciones
- Alfa Romeo 155.[6]

### 1962cm³ (2L)
Diámetro x carrera: 84 x 88,5 mm (3,31 x 3,48 plg). Potencia: 148 CV (146 HP; 109 kW) @ 5800 rpm. Par: 186 N·m (137 lb·pie) @ 4000 rpm.
Aplicaciones
- Alfa Romeo 75.[7]
- Alfa Romeo 164.[8]

### 1995cm³ (2L)
Diámetro x carrera: 84 x 90 mm (3,31 x 3,54 plg). Potencia: 146 CV (144 HP; 107 kW) @ 5800 rpm. Par: 191 N·m (141 lb·pie) @ 5000 rpm.
Aplicaciones
- Alfa Romeo 164.[9]

## Versiones de 16 válvulas

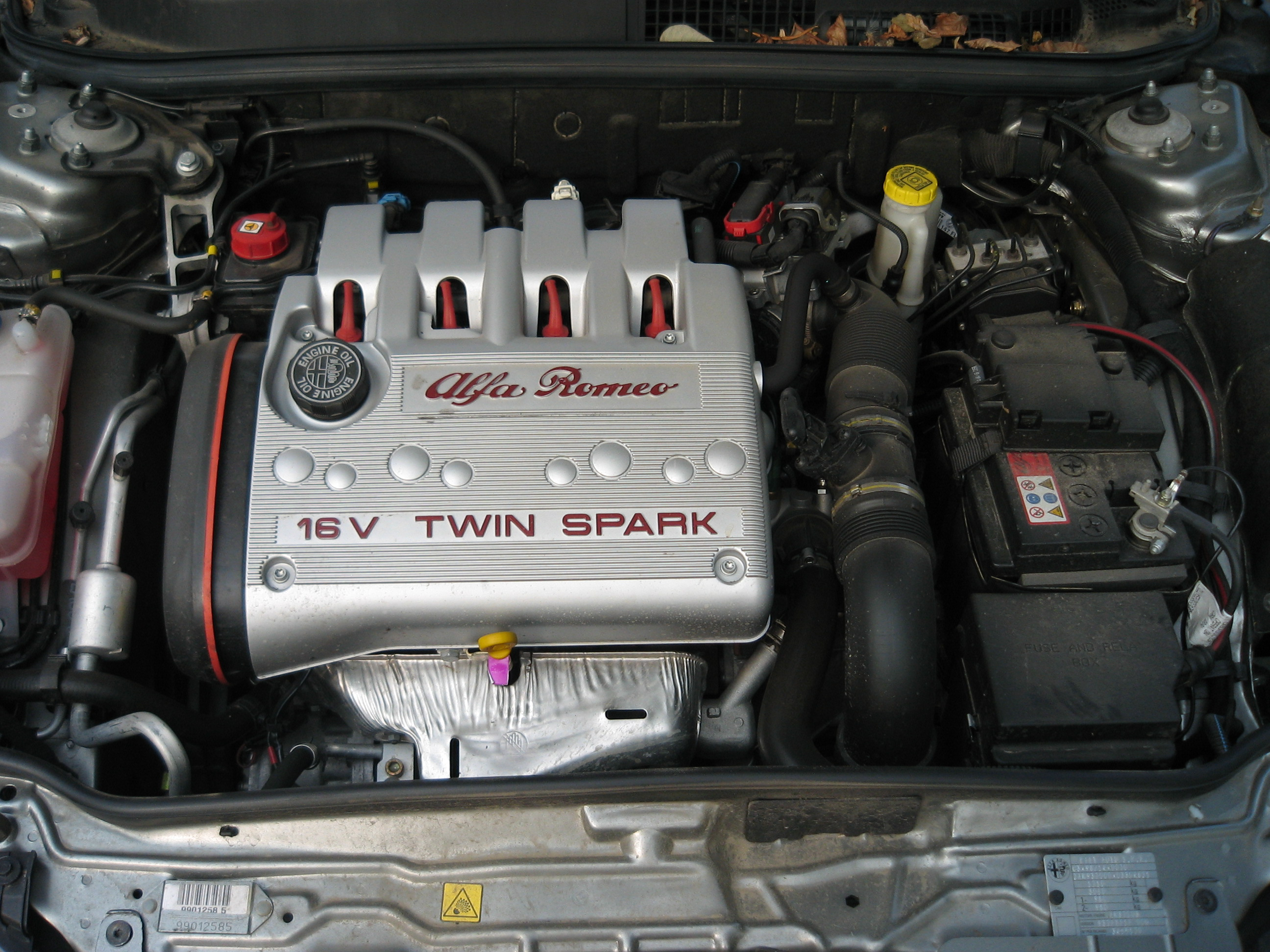
Twin Spark 16V

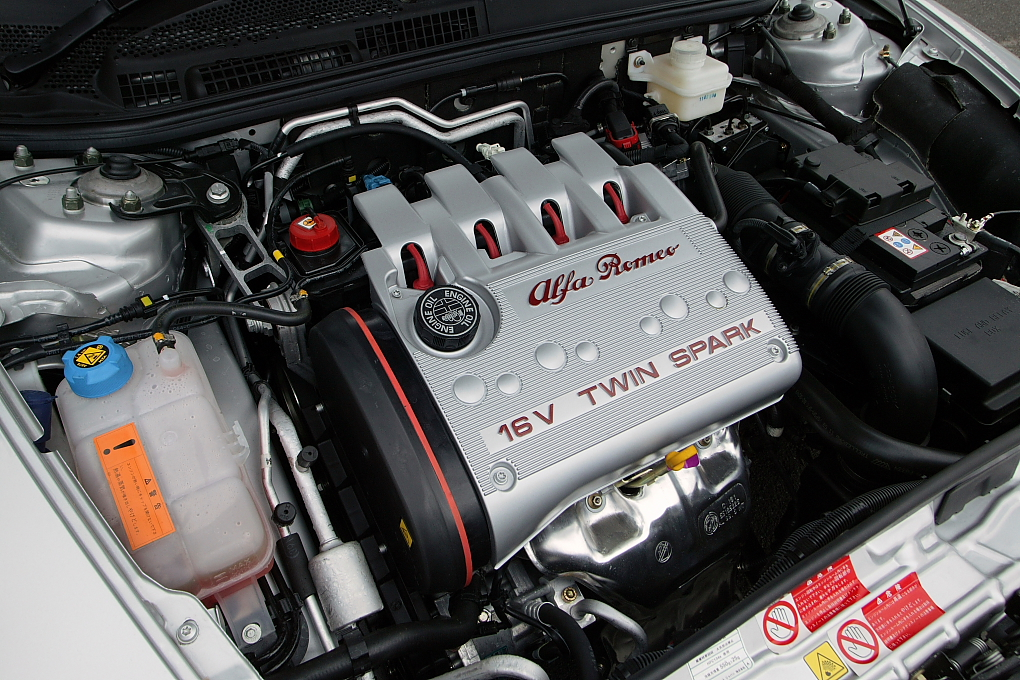
Versión de

### 1370cm³ (1,4L)
Diámetro x carrera: 82 x 64,9 mm (3,23 x 2,56 plg). Relación de compresión: 10.5:1. Potencia: 103 CV (102 HP; 76 kW) @ 6300 rpm. Par: 124 N·m (91 lb·pie) @ 4600 rpm.
Aplicaciones
- Alfa Romeo 145.[10]

- Alfa Romeo 146.[11]

### 1598cm³ (1,6L)
Diámetro x carrera: 82 x 75,7 mm (3,23 x 2,98 plg). Relación de compresión: 10.3:1. Potencia: 120 CV (118 HP; 88 kW) @ 6300 rpm. Par: 144 N·m (106 lb·pie) @ 4500 rpm.
Aplicaciones
- Alfa Romeo 147.[12]
- Alfa Romeo 155.[13]
- Alfa Romeo 156.[14]

### 1747cm³ (1,7L)
Diámetro x carrera: 82 x 82,7 mm (3,23 x 3,26 plg). Relación de compresión: 10.3:1. Potencia: 140 a 144 CV (138 a 142 HP) (103 a 106 kW) @ 6300-6500 rpm. Par: 165 a 169 N·m (122 a 125 lb·pie) @ 3500-4000 rpm.
Aplicaciones
- Alfa Romeo 145.[15]
- Alfa Romeo 146.[16]
- Alfa Romeo 155.[17]
- Alfa Romeo 156.[18]
- Alfa Romeo GTV.[19]
- Alfa Romeo Spider.[20]

### 1969cm³ (2L)
Diámetro x carrera: 83 x 91 mm (3,27 x 3,58 plg). Relación de compresión: 10.0:1. Potencia: 150 a 155 CV (148 a 153 HP) (110 a 114 kW) @ 6400-6500 rpm. Par: 181 a 187 N·m (133 a 138 lb·pie) @ 3500-3800 rpm.
Aplicaciones
- Alfa Romeo 147.[21]
- Alfa Romeo 155.[22]
- Alfa Romeo 156.[23]
- Alfa Romeo 166.[2]
- Alfa Romeo GTV.[24]
- Alfa Romeo Spider.[25]